# Аглутинация (медицина)
 Тази статия е за медицинския термин.  За термина в лингвистиката вижте Аглутинация.  
Аглутинация – свързване в комплекс („слепване“) на сравнително едри антигенни частици, еритроцити, бактерии или други животински клетки под действието на специфични антитела (аглутинини). Те служат като мост между клетките и ги свързват в общ комплекс, който се утаява. Това е възможно благодарение на многовалентността на антителата. Описаната аглутинация се нарича пряка, поради наличието на антигени по повърхността на клетката. Пасивната аглутинация се прилага за разтворими антигени, които предварително се адсорбират (натоварват) върху инертен носител – еритроцити, латексови частици и други. Механизмът на слепването на частиците е аналогичен.
Реакцията, при която се свързват червените кръвни телца се нарича хемаглутинация и се използва при определянето на кръвната група.
Феноменът на аглутинацията е установен от Иля Мечников.

## Аглутинация в хематологията

### Хемаглутинация
Хемаглутинацията е процесът, при който червените кръвни телца се свързват. Аглутинът участващ в хемаглутинацията се нарича хемаглутинин. В напречно съвпадение, случващата се аглутинацията (когато донорните червени клетки и серума или плазмата на приемателя се инкубират заедно) показва, че донорската и приемателската кръвни групи са несъвместими.

### Левкоглутинация
Левкоглутинацията е процесът, при който белите кръвни телца се свързват. Пример за това е PH-L формата на фитохемаглутина.

## Аглутинация в микробиологията
Аглутинацията е често използван метод за идентифициране на специфични бактериални антигени и на свой ред идентифицира такива бактерии. Тъй като реакцията на слепване протича бързо и е лесна да се произведе, аглутинацията е важен метод за диагностициране.

## История на откриване
Двамата бактериолози Херберт Едуард Дърхам и Макс фон Грубер (1853-1927), откриват специфична аглутинация през 1896 г. Слепването става известно с името реакцията на Грубер-Дърхам. Грубер въвежда термина аглутинин (от латински) за всяка субстанция, която предизвикава аглутинация на клетките. Френският лекар Фернанд Видал (1862–1929) поставя към практическо използване откритието на Грубер-Дърхам през 1896 г., като използва реакцията за основен тест за коремен тиф.
През 1900 г. австрийският лекар Карл Ландщайнер намира и друго практическо приложение на аглутинацията. Ландщайнеровите аглутинационни тестове и неговото откритие на ABO кръвни групи е началото на науката за кръвопреливане и серология, което позволява преливането на кръв да бъде възможно и безопасно.